# Schulhaus Ai Mondàn
Das Schulhaus Ai Mondàn, eigentlich Centro Scolastico Regionale «Ai Mondàn», in Roveredo im Schweizer Kanton Graubünden wurde 1987 nach Plänen der Architekten Fausto Censi und Fausto Chiaverio errichtet.

## Architektur
Die Schule erinnert in ihrer Ausdrucksweise und Strenge im Umgang mit Fassade, Grundriss und den Aussenanlagen stark an die Tessiner Tendenza, die von Luigi Snozzi, Mario Botta, Livio Vacchini, Aurelio Galfetti, Flora Ruchat, Rino Tami, Tita Carloni, Roberto Bianconi, Giancarlo Durisch und weiteren Vertretern geprägt war. Bauzeit war zwischen 1985 und 1987. Bauingenieur Edy Toscano zeichnete verantwortlich für das Tragwerk der Schule. Mitarbeiter von Censi und Chiaverio war Gabriele Bertossa.

## Auszeichnungen und Preise
- 1987: Auszeichnung für gute Bauten Graubünden
- 2019: im Rahmen der Kampagne «52 beste Bauten – Baukultur Graubünden 1950–2000» erkor der Bündner Heimatschutz das von Fausto Censi und Fausto Chiaverio 1987 entworfene Schulhaus in Roveredo als eines der besten Bündner Bauwerke.[2]